# Municipio de Cass (condado de Clayton)
El municipio de Cass (en inglés: Cass Township) es un municipio ubicado en el condado de Clayton en el estado estadounidense de Iowa. En el año 2010 tenía una población de 1689 habitantes y una densidad poblacional de 17,78 personas por km².

## Geografía
El municipio de Cass se encuentra ubicado en las coordenadas 42°41′17″N 91°32′49″O / 42.68806, -91.54694. Según la Oficina del Censo de los Estados Unidos, el municipio tiene una superficie total de 95.02 km², de la cual 95.02 km² corresponden a tierra firme y (0%) 0 km² es agua.

## Demografía
Según el censo de 2010, había 1689 personas residiendo en el municipio de Cass. La densidad de población era de 17,78 hab./km². De los 1689 habitantes, el municipio de Cass estaba compuesto por el 98.7% blancos, el 0.12% eran afroamericanos, el 0.06% eran amerindios, el 0.12% eran asiáticos, el 0.24% eran isleños del Pacífico, el 0.18% eran de otras razas y el 0.59% pertenecían a dos o más razas. Del total de la población el 1.07% eran hispanos o latinos de cualquier raza.